# Systemy edukacji prawniczej
Systemy edukacji prawniczej – systemy nauczania szkół prawa (szkół wyższych), przygotowujących studentów do wykonywania zawodów prawniczych lub rozwoju naukowego w dziedzinie prawa.

## System autorytarny i liberalny
Ze względu na relacje nauczających z nauczanym wyróżnia się dwa główne systemy edukacyjne: autorytarny i liberalny (takie dwudzielne ujęcie wszystkich systemów edukacyjnych jest modelowym uproszczeniem).
System autorytarny najbardziej wyczerpująco został scharakteryzowany przez niemieckiego humanistę Johanna Friedricha Herbarta i rozpowszechnił się w Europie. Założenia tego systemu eksponują dominację profesora nad studentem i wymagają bezwzględnego podporządkowania. Treści kształcenia są głównie pojęciowe i ujednolicone, zaś organizacja kształcenia jest silnie scentralizowana, zaniedbując kształcenie i rozwijanie samodzielnego działania studentów.
System liberalny został zdefiniowany przez amerykańskiego humanistę Jamesa Deweya i zyskał powodzenie w Stanach Zjednoczonych i krajach wzorujących się na USA. System ten opiera się na uwzględnieniu twórczego wkładu studenta i poszanowaniu jego indywidualnych zainteresowań wkomponowanych do programu nauczania. Głównym celem edukacji jest wykształcenie pragmatycznego podejścia do problemów życiowych i umiejętnego oceniania przydatności teorii w praktyce.

## Model amerykański
Amerykański system edukacji prawniczej jest dość zróżnicowany. Program nauczania realizowany przez szkoły prawa, nie jest regulowany przez władze stanowe, ale za dobór odpowiednich dyscyplin prawa odpowiedzialność ponoszą one same.

Model ten, na wszystkich jego poziomach, charakteryzuje się m.in. liberalizmem myślenia, amerykanocentryzmem, doskonałym zapleczem socjalnym i technicznym, na ogół wysoką odpłatnością, demokratycznymi relacjami nauczających z nauczanymi, rozbudzaniem ducha konkurencji, przedsiębiorczości, niezależności i indywidualizmu

Amerykańskie szkoły prawa to w ok. ¾ uniwersytety prywatne, mniejszość stanowią uniwersytety stanowe i municypalne. Oferują programy zarówno stacjonarne, dzienne (full-time schools, day time schools), jak i zaoczne i wieczorowe (part-time schools, evening courses). Studia prawnicze trwają 3 lata i przyjmowani są na nie absolwenci dwu lub czteroletnich college’ów, mających na celu poszerzenie wiedzy ogólnej z elementami prawa, po których uzyskują odpowiednio tytuł Associate lub Bachelor. Ponadto absolwenci muszą podejść do wstępnego egzaminu testowego, LSAT („Law School Admission Test”), który jest przygotowywany przez Law School Admission Council – organizację koordynującą wszystkie istotne problemy przyjęć i programów studiów prawniczych w Stanach Zjednoczonych i Kanadzie.
Na pierwszym roku studiów większość szkół prawa realizuje podobny program nauczania. Podstawową jego część stanowią: metoda prawa (method of law), wprowadzenie do prawa (introduction to law) i proces prawa (proces of law). Na kolejnych dwóch latach większość przedmiotów wybierają studenci, w zależności od możliwości proponowanych w szkołach oraz wymogów specjalizacji prawniczej, na którą w przyszłości chcą się udać, a także ich zainteresowań.

Szkoły prześcigają się w ofertach i proponują wykłady z prawa mody, opodatkowania praw własności intelektualnej, prawa medycznego, wstępu do pierwszej poprawki konstytucji czy praw zwierząt

Po ukończeniu 3 letniego programu studiów prawniczych absolwenci otrzymują stopień zwany Doctor Juris lub Doctor of Jurisprudence (J.D.), który jest nadawany przez samodzielne szkoły prawa i wydziały prawa niektórych uniwersytetów lub Doctor of Laws (L.L.D.), nadawany wyłącznie przez szkoły prawa. Stopnie te, odpowiednio do osiągniętych wyników, określane są jako cum laude, magna cum laude, summa cum laude. Określenie to ma znaczenie przy wyborze drugiego szczebla studiów i przy możliwościach wyboru kariery zawodowej. Drugi szczebel studiów stanowią roczne podyplomowe programy prowadzące do uzyskania stopnia magistra prawa (Magister Legum, Master of Laws, LL.M.), przeznaczone dla prawników, którzy chcą specjalizować się w określonej gałęzi prawa lub wejść na drogę kariery zawodowej.
Najlepsze szkoły prawa w Ameryce są znane na całym świecie, ponieważ, ze względu na ich najwyższy poziom, studiują w nich studenci z różnych krajów. Należą do nich uczelnie: na wschodzie Stanów Zjednoczonych – Harvard, Yale, Columbia, New York, na Środkowym Wschodzie – Chicago, Ann Arbor, na wybrzeżu Pacyfiku – Stanford, Berkeley.

## Model państw członkowskich Unii Europejskiej
Edukacja prawnicza w państwach członkowskich Unii Europejskiej ma wspólne cele, które można zawrzeć w trzech głównych punktach:
1. zaliczana jest do tzw. sztuk wyzwolonych;
2. obejmuje wiedzę o prawie, umiejętności jego analizy, badania, ustnego i pisemnego wyrażania;
3. należy do niej też sztuka prowadzenia negocjacji, rozwiązywania sporów i występowania przed sądem oraz szerzej pojmowanymi organami wymiaru sprawiedliwości.

Różnice w europejskiej edukacji prawniczej wynikają między systemami prawa stanowionego a common law obowiązującego w Wielkiej Brytanii. Jedynie w Danii granice między profesjami prawniczymi nie rysują się tak wyraźnie.
Okresy studiów i aplikacji w państwach UE są zróżnicowane. Studia prawnicze trwają od 3 lat w Wielkiej Brytanii i Irlandii, 3,5 roku w Niemczech, 4 lata we Francji, Grecji, Włoszech, Holandii, do 5 lat w Belgii, Danii, Portugalii i Hiszpanii. Aplikacja, jako warunek wykonywania zawodu związanego z profesją prawniczą, nie występuje w Hiszpanii, zaś trwa 1,5 roku w Grecji i Portugalii, 2 lata w Irlandii i Włoszech, 2,5 roku w Niemczech, 3 lata w Belgii, Danii, Francji, Luksemburgu, Holandii i Wielkiej Brytanii. Po ukończeniu studiów prawniczych absolwenci uzyskują różne nazwy stopni w wyżej wymienionych państwach:
- Belgia – licence en droit
- Dania – card jus
- Francja – maitrise
- Niemcy – Staatexamen, Referendarexamen
- Grecja, Wielka Brytania i Irlandia – law degree
- Włochy – laurea in giurisprudenza
- Holandia – Meester in de Rechten
- Portugalia, Hiszpania – lic. en derecho

Najlepszymi szkołami prawa w Europie są: w Holandii uniwersytety w Leiden i Amsterdamie, w Niemczech Uniwersytet Goethego we Frankfurcie nad Menem, w Szwajcarii Uniwersytet Zuryski, w Szwecji Uniwersytet Sztokholmski.

## Model polski
Edukacja prawnicza w Polsce rozpoczyna się od studiów, które trwają pięć lat i dzielą się na 10 semestrów. Prowadzone są w formie jednolitych studiów magisterskich, zarówno w trybie dziennym, jak i zaocznym, co oznacza, że po pomyślnym ich zakończeniu studenci otrzymują tytuł magistra. Program studiów, obejmujący przedmioty obowiązkowe i fakultatywne, egzaminy ustne lub pisemne uczelnia zwykle ustala z góry, a programy te różnią się nieznacznie na poszczególnych uczelniach.
Program studiów rozpoczyna się zwykle od przedmiotów bardziej ogólnych. Na dalszych latach wykładane są przedmioty bardziej skorelowane z poszczególnym gałęziami prawa. Przyznanie uniwersytetom autonomii pozwoliło na przejawy liberalizmu. Wydziały same ustalają, jakich przedmiotów w określonych semestrach studenci będą się uczyć. Niektóre przedmioty wykładane na niektórych wydziałach inne wydziały prawa pomijają albo traktują jak przedmioty fakultatywne. Przykładowo prawo morskie jako przedmiot programowy wykłada się na uczelniach nadmorskich, natomiast na uczelniach z siedzibami w głębi kraju traktuje się, co do zasady, tę gałąź prawa jako przedmiot dodatkowy.

W polskich prawniczych środowiskach opiniotwórczych przeważała dotychczas opinia, że studia prawnicze nie powinny być jedynie szkołą zawodową – powinny łączyć wykształcenie specjalistyczne z ogólnym

Przedmioty fakultatywne sprzyjają indywidualizacji studiów i przyszłej specjalizacji zawodowej, przy przeciążeniu polskiej edukacji prawniczej, teorią i jednoczesnym braku przekazywania praktycznych zasad tworzenia, stosowania i egzekwowania prawa. Przedmioty wykładane na uniwersytetach nie nawiązują dostatecznie do funkcjonowania norm prawnych w życiu i ich zastosowania przez organy wymiaru sprawiedliwości. Owe braki uzupełniają dopiero aplikacje, odbywane w ciągu 2–3 lat, w zależności od rodzaju, przez absolwentów prawa, przygotowujące do poszczególnych zawodów prawniczych. Praktykę tę absolwenci odbywają w określonym odpowiednimi przepisami miejscu i czasie. Kończy się ona złożeniem egzaminu państwowego, którego pozytywny wynik pozwala nabyć uprawnienia zawodowe, m.in. adwokata, notariusza, radcy prawnego, prokuratora czy sędziego.
W 2017 Polsce najlepszymi szkołami prawa były wydziały z Uniwersytetu Jagiellońskiego, Uniwersytetu Warszawskiego i Uniwersytetu w Białymstoku.